# Deferiet
Deferiet es una villa ubicada en el condado de Jefferson en el estado estadounidense de Nueva York. En el año 2000 tenía una población de 309 habitantes y una densidad poblacional de 149 personas por km².

## Geografía
Deferiet se encuentra ubicada en las coordenadas 44°2′3″N 76°40′58″O / 44.03417, -76.68278. Según la Oficina del Censo de los Estados Unidos, Deferiet tiene un área total de 0.73 millas cuadradas (1.9 km²), de las cuales 0.66 millas cuadradas (1.7 km²) son tierra y 0.1 millas cuadradas (0.2 km²), o 11.21%, son agua.

## Demografía
Según la Oficina del Censo en 2000 los ingresos medios por hogar en la localidad eran de $34,688, y los ingresos medios por familia eran $36,250. Los hombres tenían unos ingresos medios de $26,875 frente a los $21,750 para las mujeres. La renta per cápita para la localidad era de $15,650. Alrededor del 13.3% de la población estaban por debajo del umbral de pobreza.